# Julska revolucija
Francuska revolucija 1830. godine, poznata i kao Julska revolucija, Druga francuska revolucija i, na francuskom, Trois Glorieuses, dovela je do pada kralja Šarla X, monarha iz francuske dinastije Burbona, i uspona njegovog rođaka, Luja Filipa, vojvode od Orleana, koji je kasnije, nakon 18 nestabilnih godina kraljevanja, i sam zbačen. Ona je rezultovala smenom ustavnih monarhija – Burbonske restauracije i Julske monarhije, zatim prelaskom moći sa kuće Burbona na njenu podgranu – kuću Orleana, kao i smenom principa narodnog suvereniteta u korist naslednog prava.

## Pozadina
Dana 16. septembra 1824, Šarl X je stupio na francuski tron. On je bio mlađi brat Luja XVIII koji je, nakon poraza Napoleona I i dogovora Saveznika, postavljen za kralja Francuske. To što su i Luj i Šarl vladali po naslednom pravu bilo je jedno od dvaju uzroka za Les Trois Glorieuses, „Tri slavna dana“ Julske revolucije.
Nakon Napoleonove abdikacije 1814. godine, Evropa, i posebno Francuska, bila je u neredu i Bečki kongres je sazvan kako bi se iscrtale nove političke granice. Iako su kongresu prisustvovale mnoge zemlje, proces odlučivanja su kontrolisale četiri: Ujedinjeno Kraljevstvo kojeg je zastupao Viskont Kaselrej, Austrija, zastupljena od Klemensa fon Meterniha, Rusija koju je zastupao car Aleksandar I i Pruska koju je zastupao kralj Fridrih Vilhelm III. Još jedna uticajna osoba na Kongresu bio je Šarl Moris de Taleran, francuski diplomata pod Napoleonom. Premda je Francuska bila smatrana neprijateljskom državom, Talejranu je prisustvo bilo odobreno jer je tvrdio da je s Napoleonom sarađivao pod prisilom.
Talejran je predložio da Evropa bude vraćena na svoje „legitimne“ (tj. prednapoleonske) granice i vlade, što je, uz neke izmene, prihvaćeno od učesnika kongresa. Francuska je bila vraćena na granice iz 1789. godine i kuća Burbona, Revolucijom smaknuta s vlasti, bila je ponovo postavljena na tron. Prema mišljenju Kongresa, politička situacija u Francuskoj i ostatku Evrope bila je vraćena u normalu. Međutim, novi kralj, Luj XVIII, znao je da su u njegovoj zemlji još uvek žive ideje nacionalizma i demokratije, te je stoga objavio Ustavnu povelju, odnosno Ustav Francuske. Ovaj dokument, i liberalan i monarhistički, bio je drugi uzrok za Julsku revoluciju.

## Vladavina Šarla X
Dana 16. septembra 1824, nakon višemesečne bolesti, 69-godišnji kralj Luj XVIII je umro, ne ostavivši potomstvo. Stoga je francuski tron nasledio njegov mlađi brat, 66-godišnji Šarl. Dana 27. septembra, Šarl X, kako je nazvan, ušao je u Pariz uz opšte odobravanje naroda. Ali, već osam meseci kasnije, mišljenje glavnog grada o novome kralju se znatno pogoršalo. Uzroci ove nagle promene javnog mnjenja bili su mnogi, ali dva glavna su bili:
- uvođenje smrtne kazne za svakoga ko obeščasti hostiju katoličke Crkve i
- isplaćivanje finansijske odštete za imovinu oduzetu od strane Revolucije iz 1789. i Prvog carstva, i to svakome ko je bio proglašen za „neprijatelja Revolucije“.

Kritičari prve mere optuživali su kralja i nove ministre za ulizivanje katoličkoj Crkvi i, time, kršenje garancija jednakosti verskog opredeljenja navedenih u Povelji.
Druga mera je bila škakljivija utoliko što su, od restauracije monarhije, sve grupe bile tražile podmirenje vlasništva. Ali, liberalni protivnici, od kojih su mnogi bili frustrirani Bonapartisti, počeli su da šuškaju da tu meru Šarl X nameće samo da bi osramotio one koji nisu emigrirali. Obe mere su, tvrdili su oni, samo paravan za poništenje Povelje.
Kraljev odnos s elitama je do tada, zahvaljujući popularnosti Ustavne povelje i Doma zastupnika među Parižanima, bio čvrst. I to će se promeniti. Dana 12. aprila, vođen i iskrenim ubeđenjem i duhom nezavisnosti, Dom zastupnika je glatko odbio vladin zahtev za izmenu naslednih zakona. Popularni levičarski list Konstitusjonel nazvao je ovo odbijanje „pobedom nad kontrarevolucionarnim i reakcionističkim snagama“.
Popularnost oba doma parlamenta je skočila, a popularnost kralja i njegovog kabineta je opala. Ovo je postalo sasvim vidljivo kada je, 16. aprila 1827, postrojivši kraljevsku gardu na Marsovom polju, kralj bio dočekan ledenom tišinom, dok mnogi prisutni nisu ni skinuli kapu. Šarl X je kasnije rekao (svom rođaku) Orleanu da „iako većina prisutnih nije bila premrsko raspoložena, neki od njih su imali grozne izraze lica“.
Zbog primećenog upornog i narastajućeg kritikovanja vlade i Crkve, vlada je Domu zastupnika predložila zakon kojim se pooštrava cenzura, a naročito prema novinama. Dom se tome usprotivio toliko snažno da je vlada ubrzo morala predlog da povuče.
Dana 17. marta 1830, liberalna većina u Domu zastupnika izglasala je nepoverenje (tzv. Obraćanje 221) kralju i vladi. Sutradan, Šarl je raspustio parlament i uzbunio liberale time što je odložio izbore na dva meseca. U tom periodu, liberali su uživali popularnost zbog 221, dok se vlada borila za podršku širom zemlje premeštajući prefekte po departmanima. Na izborima su liberali osvojili ubedljivu većinu, a u međuvremenu je i kralj nenadano raspustio Nacionalnu parisku gardu, dobrovoljnu grupu građana koja je predstavljala spoj između građana i monarhije. Misleći ljudi su bili šokirani time; čuvši za taj događaj, jedan plemić iz Porajnja zapisao je: „Radije bih dao da mi odseku glavu nego da uradim takvu stvar. Sada je jedina mera koja nedostaje za podizanje revolucije – cenzura.“
To se i dogodilo jula 1830. kada je, u nedelju, 25. jula, Šarl X potpisao Julsku uredbu, poznatu i kao Uredba iz Sen Klua. Uredba je sutradan objavljena u vodećem konzervativnom listu, Moniteru. U utorak, 27. jula, počela je revolucija koja je proizvela Les trois journées de juillet i kraj burbonske dinastije.

## Tri slavna dana

### Ponedeljak, 26. jul 1830.
Leto 1830. godine bilo je vruće i sušno i nateralo je sve Parižane, koji su to mogli, da odu na selo. Većina poslodavaca to nije mogla, pa su oni bili među prvima koji su saznali za Uredbu iz Sen Klua. Nije im se svidelo to što su pročitali, možda i zato što su saznali da im je onemogućeno da više budu kandidati za Dom zastupnika, što je bio sine kva non onih koji su tražili vrhunski prestiž u društvu. U znak protesta, berzanti su prestali da pozajmljuju novac, a poslodavci su pozatvarali fabrike i radnici su bili ostavljeni na ulici. Nezaposlenost, koja je tokom leta rasla, sada je naglo skočila. „Veliki broj ... radnika sada, dakle, nije imao šta drugo sem da protestuje“.
Ono malo liberalnih političara što je ostalo u Parizu okupilo se, više za sebe, da protestuje, razmenjuje note i okrivljuje, ali bez definisanog pravca delovanja. Liberalni novinari su, međutim, stupili u akciju.
Dok su konzervativne novine, npr. Žurnal de deba, Moniter i Konstitusjonel već bile prestale s objavljivanjem, povinujući se novom zakonu, nekih 50-ak liberalnih i radikalnih novinara iz desetak novina okupilo se u sedištu liberalnog Nasjonala. Tamo su oni potpisali zajednički protest i odlučili da će nastaviti s izdavanjem.
Iste večeri, kada je policija zauzela novinsku štampariju i zaplenila nelegalne novine, susrela se sa nezaposlenom ruljom i njenim povicima: À bas les Bourbons! („Dole s Burbonima!“) i Vive la Charte! („Živela Povelja!“). Arman Karel, republikanski novinar, napisao je za naredno izdanje Nasjonala:

„Francuska ... se vraća u revoluciju aktom same vlade ... pravni poredak je sada narušen i na snagu je stupio poredak sile ... u ovoj situaciji u kojoj se nalazimo poslušnost je prestala biti obavezom ... Sada je na Francuskoj da prosudi dokle će njen otpor ići.“

Kao da nije bio u istom gradu, prefekt pariske policije te večeri je zapisao: „...najsavršeniji mir i dalje vlada u svim delovima glavnog grada. U izveštajima koji su mi dostavljeni nema nijednog događaja vrednog pažnje.“

### Utorak, 27. jul 1830. – prvi dan
Pariz se probudio preplavljen radikalnim novinama. Do podneva, buka i saobraćaj na ulicama utihnuli su, dok je okupljenog građanstva bivalo sve više. U 16:30, komandantima Prve pariske vojne divizije i Kraljevske garde naređeno je da okupe svoje trupe i oružje na Trgu karusel naspram Tiljerija, zatim na Trgu Vandom i Trgu Bastilje. Kako bi se održao red i mir i prodavnice oružja zaštitile od pljačke, širom grada su se pojavile vojne patrole, ali začudo, nikakve mere nisu bile preduzete da se zaštite skladišta oružja i fabrike baruta. Oko 19 časova, s dolaskom sumraka, borba je počela. „Parižani, a ne vojnici, su prvi napali. Kaldrma, crep i saksije s gornjih prozora ... počeše da padaju po vojnicima na ulici.“ Vojnici su isprva pucali u vazduh, ali do zore je 21 civil bio ubijen. Masa je tada obigravala oko leša jednog od ubijenih, vičući: Mort aux Ministres! („Smrt ministrima!“) i À bas les aristocrates! („Dole s aristokratama!“).
Jedan svedok je zapisao:

„Video sam grupu uznemirenih ljudi kako prolaze i zatim nestaju, a zatim konjički odred za njima ... Iz svih pravaca pokatkad ... Neodređene zvukove, pucnje, a onda bi sve utihnulo i reklo bi se da je u gradu sve u redu. Ali sve prodavnice su bile pozatvarane, Pon-nef je gotovo sasvim mračan, neverica na svakom licu podseća nas s kakvom se krizom suočavamo...“

Godine 1828, Grad Pariz je montirao nekih 2.000 uličnih svetiljki. Te lampe su visile na konopima razvešenim između stubova, tj. nisu bile za njih fiksirane. Prve večeri nemira, one su uništene skoro sve i, do 22 časa, rulja je morala da se raziđe.

### Sreda, 28. jul 1830. – drugi dan
Borbe su se nastavile odmah izjutra.

„Nema ni osam i petnaest, zapisao je jedan svedok, a već se čuju povici i pucnji. Prodavnice ne rade ... Rulja juri kroz ulice ... zvuk topova i pušaka sve je glasniji ... Čuju se poklici Dole s kraljem!, Na giljotinu!...“

Kralj je naredio maršalu Ogistu Marmonu, vojvodi od Raguze i general-majoru Kraljevske garde, da uguši nerede. Sam Marmon je bio liberalan i protivan vladinoj politici, ali je bio čvrsto vezan uz kralja jer je verovao da mu je to dužnost, a moguće i zato što je bio nepopularan zbog napuštanja Napoleona 1814. godine.
Marmonov plan bio je da rasporedi Kraljevsku gardu i srodne jedinice gradskog garnizona uz glavne saobraćajnice i mostove, kao i da zaštiti važne zgrade, poput kraljevske palate, Palate pravde i Gradske kuće. Takav plan je bio nepromišljen i preambiciozan. Ne samo da nije bilo dovoljno ljudstva, nego, od metaka preko hleba do čiste pijaće vode, sredstava nije bilo ni blizu dovoljnog. Kraljevska garda je još uvek bila lojalna, ali ostale jedinice su počele da se osipaju.
Sedamdesettrogodišnji Šarl X, vispreno ostavši u Sen Kluu, bio je obaveštavan o događajima u Parizu i uveravan od ministara da će se neredi okončati čim pobunjenicima nestane municije. Na kraju krajeva, uveravali su ga ministri, nije li sam Marmon već prošle noći lično poslao izveštaj Njegovom Visočanstvu da je sve pod kontrolom?
U Parizu, komitet liberalnih opozicionara napisao je peticiju kojom je zatražio da Uredba bude povučena. Ono što je bilo neočekivano je da su oni kritikovali „ne kralja nego njegove ministre“, raspršujući time Šarlovu slutnju da su liberalni protivnici – neprijatelji njegove dinastije.
Po potpisivanju te peticije, članovi komiteta otišli su pravo kod Marmona da zatraže prekid krvoprolića i da ga zamole da postane medijator između Sen Klua i Pariza. U haosu svog štaba, Marmon im je nestrpljivo objasnio da su peticije i skromni zahtevi u redu, ali da prvi potez moraju da povuku građani Pariza, da moraju da polože oružje i vrate se kućama, i da će samo tada biti moguće pregovarati. Donekle obeshrabreni, pregovarači su otišli kod nadmenog, ledeno mirnog prvog ministra, De Polinjaka (Jovanke Orleanke u pantalonama, kako je bio krišom nazivan u Sen Kluu). Od njega su dobili još nepovoljniji odgovor – odbio je da ih primi, možda znajući da bi to samo bilo gubljenje vremena. Kao Marmon, i on je znao da Šarl X smatra Uredbu vitalnom po bezbednost i dostojanstvo trona i da ju, stoga, kralj neće povući.
U 16 časova, Šarl X je primio pukovnika Komjerovskog, jednog od glavnih Marmonovih savetnika, koji mu je doneo notu od Marmona:

„Gospodine, ovo više nisu neredi, ovo je revolucija. Vaše Visočanstvo mora hitno preduzeti mere za smirivanje situacije. Čast krune još može biti spašena. Sutra, možda, više neće biti vremena ... Strpljivo iščekujem naređenja Vašeg Visočanstva.“

Kralj je za savet upitao De Polinjaka koji ga je posavetovao da se nastavi s pružanjem otpora. U međuvremenu, u Parizu, grupa ozbiljnih ljudi se sastala i razgovarala. Po prvi put je spomenuto ime vojvode od Orleana.

### Četvrtak, 29. jul 1830. – treći dan
„Oni (kralj i ministri) nisu došli u Pariz“, napisao je književnik Alfre de Vinji, „ljudi ginu za njih ... Nijedan vladar se nije pojavio. Jadni gardisti, ostavljeni bez naređenja i hleba već dva dana, bore se i padaju posvuda.“

Možda iz istog razloga, rojalista nije bilo nigde; možda i zbog toga što su pobunjenici bili dobro organizovani i odlično naoružani. Za samo par dana, širom grada podignuto je preko 4.000 barikada. Gotovo svako iole debelo drvo bilo je posečeno radi gradnje barikada, a tako je čupana i kaldrma. Trobojna zastava revolucionara – narodna zastava – vijorila se sa zgrada, i to sa sve više važnih zgrada. Više se nigde nije videla belo-zlatna zastava Burbona.
Marmonu je falilo ili inicijative ili prisebnosti da pozove pojačanja iz Sen Denija, Vinsena, Linevila i Sent Omera, a nije ni tražio pomoć od rezervista ni od Parižana još uvek lojalnim Šarlu X. Liberali su krenuli u njegov štab da zatraže hapšenje De Polinjaka i ostalih ministara, a konzervativci su mu tražili da pohapsi pobunjenike i njihove kolovođe. Marmon ih je sve saslušao bez reakcije i nije preduzeo ništa, već je čekao kraljeva naređenja, kako mu je kralj i bio naredio.
Oko 13:30, pao je Tiljeri. Šta se nije moglo opljačkati, razbijano je i bacano napolje kroz zatvorene prozore. „Neki čovek, odeven u haljinu vojvotkinje od Berija, sa sve perjem i cvećem u kosi, vrištao je s prozora palate: Izvolite! Izvolite! Drugi su pili vino u podrumu palate.“ Treba reći i da je pljačkanja tokom ova tri dana bilo relativno malo, ne samo u Luvru, gde je umetnička dela štitila sama rulja, već ni u Tiljeriju, Palati pravde i ostalim mestima.
Još ranije istog dana, pao je i Luvr. Švajcarska garda, videvši rulju kako joj prilazi i sprečena od strane Marmona da prva otvori vatru, povukla se. Nije htela da doživi sudbinu sličnog odreda Garde koji se, 1792. godine, suprotstavio rulji i bio uništen. Do predvečeri, pobunjenici su ušli i u Gradsku kuću. Par sati kasnije, liberalni političari su ušli u oštećenu zgradu i započeli uspostavljanje privremene uprave. Premda je i u narednih par dana po gradu bilo sporadičnih borbi, revolucija je već bila praktično okončana.

## Ishod
Revolucija jula 1830. donela je ustavnu monarhiju. Dana 2. avgusta, Šarl X i njegov sin Dofen abdicirali su s trona i otišli za Veliku Britaniju. Iako je Šarl nameravao da za naslednika postavi svog unuka, vojvodu od Bordoa, liberali iz privremene uprave su na tron postavili njegovog daljeg rođaka, Luj Filipa iz kuće Orleana, koji je pristao na ulogu ustavnog monarha. Naredni period poznat je kao Julska monarhija. 
Julski stub na Trgu Bastilje obeležava događaje koji su se zbili tokom Tri slavna dana.
Ova obnovljena revolucija podstakla je avgustovski ustanak u Briselu i Južnim provincijama Ujedinjene Kraljevine Nizozemske, što je dovelo do uspostavljanja nezavisne Kraljevine Belgije. Julska revolucija je takođe nadahnula i neuspele revolucije u Italiji i Poljskoj.
Dve godine kasnije, pariski studenti, razočarani ishodom i motivima revolucije, digli su pobunu poznatu kao Junska pobuna. Premda je taj ustanak trajao kraće od nedelju dana, Julska monarhija je ostala nepopularna i zbačena je 1848. godine.